# Láilá Susanne Vars
Láilá Susanne Vars, född 19 augusti 1976 i Láhpoluoppal i Kautokeino kommun, är en norsk jurist och akademisk ledare.
Láilá Susanne Vars utbildade sig till jurist med examen 2001 och disputerade i januari 2010 i juridik på Universitetet i Tromsø med avhandlingen The sámi people's right to self-determination. Hon var juridisk rådgivare på Sametinget 2001–2004.
Hon var 2001–2004 juridisk rådgivare för Sametinget. Hon var partiledare för partiet Árja i Sametinget 2008–2010 och vice talman 2009–2013. Hon omvaldes som sametingsledamot för perioden 2013–2017 och var ledare för Árjas sametingsgrupp samt medlem av Samisk Parlamentarisk Råd 2013 – januari 2017. År 2013 blev hon chef för Gáldu – Kompetansesenter for urfolks rettigheter i Kautokeino och 2019 rektor för Samiska högskolan i Kautokeino.